# Червоний пил
Червоний пил (англ. Red Dust) — американський романтичний драматичний фільм 1932 року режисера Віктора Флемінга. Ця стрічка є другою з шести, де Кларк Ґейбл та Джин Гарлоу знялися разом протягом Докодексової ери в Голлівуді. Більше ніж через двадцять років Ґейбл знявся у ремейку, «Могамбо» (1953), з Авою Гарднер та Грейс Келлі.

## Сюжет

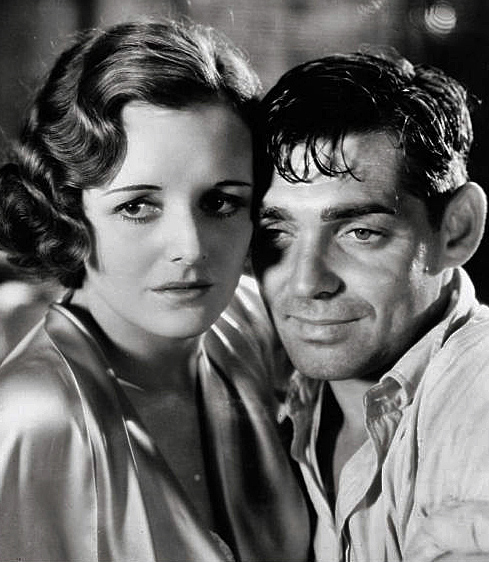
Кларк Гейбл і Мері Астор у фільмі «Червоний пил»

Історія розгортається навколо любовного трикутника на каучуковій плантації, швидше за все, на Кохінхіні (південний Французький Індокитай) під час сезону мусонів, між власником каучукової плантації Денисом Карсоном (Кларк Ґейбл), дівицею легкої поведінки з Сайгону, що ховається від поліції, на ім'я Вантін (Джин Гарлоу) і Барбарою Вілліс (Мері Астор), дружиною інженера-меліоратора Гері Вілліса (Джин Раймонд).
Коли симпатична блондинка Вантін безцеремонно вривається до будинку Карсона, який цілковито поглинутий роботою, він спочатку розгніваний її присутністю, але, поступово, жіночі принади беруть своє. Однак цей роман не триває досить довго і з першим пароплавом Карсон відправляє її назад до Сайгону. Тим часом на маленьку плантацію прибуває подружжя запрошеного фахівця Гері Вілліса, який по дорозі захворів на малярію. Його доглядає витончена і чуттєва дружина Барбара, яка з першого погляду сподобалася Карсонові. Несподівано повертається Вантін, їх пароплав сів на мілину і поки його не відремонтують, їй доведеться перечекати на плантації. Карсон попереджає її, щоб вона нічого собі не дозволяла у відносинах з ним. Почуття до Барбари захоплюють Карсона щораз більше, однак, у вирішальний момент на полюванні він зрозумів наскільки Гері Вілліс кохає свою дружину і добровільно відмовляється від Барбари. Він повертається до Вантін.

## Ролі виконують

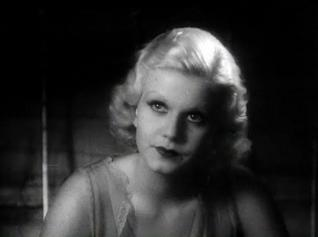
Джин Гарлоу

- Кларк Ґейбл — Денис Карсон
- Джин Гарлоу — Вантін
- Мері Астор — Барбара Вілліс
- Джин Раймонд — Гері Вілліс
- Дональд Крісп — Гвідон
- Тюллі Маршал — МасКарг
- Форестер Гарві — Лімі
- Віллі Фанг — Гой